# Square Cambronne
Pour les articles homonymes, voir Cambronne.
Le square Cambronne est un square du 15e arrondissement de Paris.

## Situation et accès
Près du boulevard Garibaldi, il est le pendant, à l'ouest de l'avenue de Lowendal qui les sépare, du square Garibaldi et est entouré sur les deux autres côtés par la rue Alexandre-Cabanel.
Le square se trouve au 2, rue Alexandre-Cabanel.
Il est desservi par la ligne 6 à la station Cambronne.

## Origine du nom
Il tient son nom de son voisinage avec la rue Cambronne qui porte le nom du général du Premier Empire Pierre Cambronne (1770-1842).

## Historique
Il a été créé en 1881 avec une superficie de 1 740 m2. La rue Cambronne est une des voies convergeant vers la place Cambronne.

## Décoration

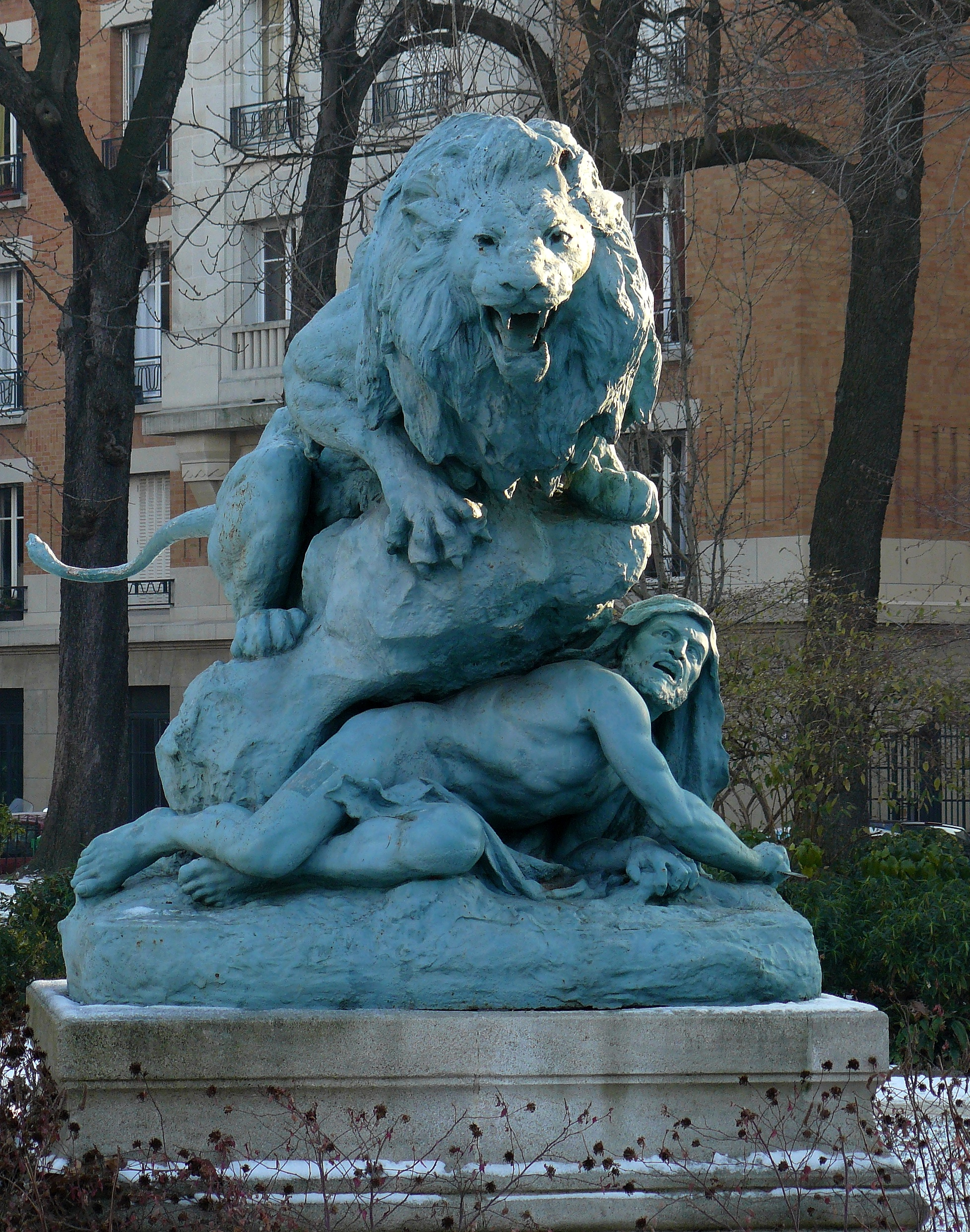
Drame au désert.

Il est ombragé par des marronniers, des platanes et des peupliers d’Italie. On y trouve un groupe, Drame au désert (1892), en fonte de fer, dû au sculpteur Henri Amédée Fouques.